# Лесбиянки пересекают границы
Лесбиянки Пересекают Границы (фр. Les Lesbiennes Dépassent Les Frontiers) — ассоциация лесбиянок в эмиграции, расположенная в Париже, Франция.

## Принципы работы
Ассоциация «Лесбиянки пересекают границы» — это основанная на принципе самоуправления сеть лесбиянок и феминисток, созданная в 2011 году
Деятельность сети финансируются только за счёт индивидуальных пожертвований. Мероприятия проводятся на французском и английском языках, так как около трети беженок-лесбиянок, включённых в сеть, являются англоязычными. Ассоциация поддерживается феминистскими и лесбийскими ассоциациями, такими как Координация лесбиянок во Франции, Женский дом Парижа, Cineffable, Dégommeuses, Bagdam Espace Lesbien

## Деятельность
Помимо объединения лесбиянок-беженок в рамках коллективного пространства связей и обмена, с момента своего создания сеть предлагает следующую конкретную помощь:
- размещение;
- поддержка в административных процедурах, включая заявления о предоставлении убежища;
- перевод;
- психологическая поддержка[3].

Участницы сети собираются в Доме женщин (фр. Maison des Femmes) в Париже в третью субботу каждого месяца и организуют ежегодную вечеринку танго для празднования лесбийской культуры в её разнообразии, популяризации сети и сбора средств.
«Лесбиянки пересекают границы» сопровождает лиц, запрашивающих политическое убежище, при составлении их досье для получения статуса беженца во Французское ведомство защиты беженцев и лиц без гражданства (OFPRA) или обращении в Национальный суд по вопросам убежища (CNDA), в частности, помогая структурировать персональное повествование, которое должно «доказывать их лесбийство».
Сеть является безопасным пространством для беженок-лесбиянок, где они могут делиться своими историями и поддерживать друг друга. Участницы сети также принимают участие в публичных мероприятиях и радиопередачах.

## Лесбиянки в эмиграции
Сеть «Лесбиянки пересекают границы» предназначена для лесбиянок, получивших статус беженца, запрашивающих убежище, или нелегальных мигранток. Она объединяет лесбиянок в вынужденной эмиграции и солидарных с ними лесбиянок-француженок, противодействуя таким образом социальной изоляции, в которой оказываются лесбиянки-мигрантки. В 2018 году «Лесбиянки пересекают границы» включала в себя 270 лесбиянок, в том числе более 160 беженок. В своем описании сеть начинает с преследования лесбиянок, вынужденных покидать страны их происхождения:
"Будучи лесбиянками, мы в опасности в наших странах, наших регионах, наших семьях. Мы хотим иметь возможность жить там, где мы чувствуем себя в наибольшей безопасности, где мы можем восстановиться, надеясь, наконец, жить автономно и свободно. " 
Вынужденно мигрировавшие лесбиянки-участницы сети приехали, в частности, из Алжира, Армении, Буркина-Фасо, Камеруна, Республики Конго, Кот-д’Ивуара, Грузии, Гвинеи, Ирана, Кении, Мали, Марокко, Мавритании, Нигерии, Уганды, России, Сенегала, Сьерра-Леоне, Танзании, Туниса.